# Beechcraft Model 34
El Beechcraft Model 34 "Twin-Quad" fue un prototipo de avión de línea diseñado y construido por Beechcraft  en el periodo comprendido entre la Segunda Guerra Mundial y la Guerra de Corea. En esta época, muchos fabricantes de aviones en los Estados Unidos preveían un auge en la aviación civil y una gran cantidad de diseños saltaron de los tableros de dibujo sólo para fracasar en última instancia. El Model 34 fue uno de estos fracasos, en parte a causa de su diseño poco usual, y en parte debido a los miles de aviones de transporte exmilitares que estaban disponibles en la época, por una fracción del coste de un avión nuevo.

## Diseño y desarrollo
El diseño era un monoplano de ala alta y cuatro motores, con tren de aterrizaje triciclo, diseñado originalmente para 15 pasajeros (tres asientos en el sentido de la marcha y dos filas de seis asientos a los lados) y finalmente convertido para acomodar a 20. Los "asientos de autobús" laterales también podían plegarse de tal manera que la carga podía ser llevada internamente en la cabina. El espacio individual de almacenaje estaba previsto, para cada asiento, en el lateral del fuselaje, sobre dicho asiento. A fin de acomodar una carga mayor, una escotilla para carga estaba localizada cerca del compartimento del piloto.
Los aspectos inusuales del diseño eran la cola de mariposa o en V y la disposición de los motores, que llevó a su apodo, "Twin Quad". Los cuatro motores estaban incrustados en las alas, con cada par de ellos conectado a una sola hélice mediante embragues y una caja de transmisión común. Los motores eran Lycoming GSO-580 (GSO indicaba Geared Supercharged and Opposed (Con caja reductora, Sobrealimentados y Opuestos), llevando cada motor una caja reductora incorporada, junto con la caja de transmisión común de la hélice), opuestos horizontalmente, de ocho cilindros y refrigerados por aire. Los motores tenían una potencia de 400 hp a 3.300 rpm. La cola era inusual porque, en vez de la superficie vertical y dos horizontales presentes en la mayoría de los aviones, la del Twin Quad era una cola en V de dos superficies similar a la que equipaba otro producto nuevo de Beechcraft de la época, el Model 35 Bonanza. La configuración de cola en V fue probada en vuelo en un bimotor Beech AT-10.
Otro aspecto de diseño, pero más convencional, era que la panza era lo suficientemente fuerte para sufrir daños mínimos en el caso de un aterrizaje "ruedas arriba", con quillas de aterrizaje integrales o "patines". El ala medía 21 m de punta a punta y el fuselaje tenía 16 m de largo. Con la parte superior de la cola en V a casi 5,5 m sobre el terreno y un peso máximo al despegue (MTOW) de 9.071,9 kg (20.000 libras), el Model 34 es hasta ahora el mayor y más pesado de los diseños civiles de Beechcraft, sólo superado en peso por el más pequeño avión militar XA-38 Grizzly.

## Historia operacional
El Model 34 voló por primera vez el 1 de octubre de 1947, con el Piloto Jefe de Beech, Vern L. Carstens, a los mandos. El primer vuelo se realizó sin acontecimientos notables y el informe inicial del piloto de pruebas fue: "¡Tenemos otro Beechcraft excepcional!".
El prototipo del Model 34 había acumulado más de 200 horas de vuelos de prueba cuando la panza reforzada fue validada en un aterrizaje de ruedas arriba. El 17 de enero de 1949, en un fuerte aterrizaje forzoso a unas pocas millas al noroeste de la planta de Beech, poco después del despegue, el único Beech 34 fue dañado más allá de su reparación. Una inadvertida desconexión de un mando maestro de emergencia, cuando se combatía un incendio eléctrico, había resultado en el apagado de todos los motores, llevando al accidente. El copiloto murió y el piloto y dos observadores resultaron heridos en el accidente.
Tras el accidente, Beechcraft revaluó los planes para poner en producción el Model 34. En la época, dos nuevos prototipos estaban siendo fabricados, uno para pruebas estáticas y otro para continuar el programa de pruebas de vuelo. Una de las consideraciones principales era que la Junta de Aeronáutica Civil (Civil Aeronautics Board) estadounidense se estaba retrasando en las licencias de las anticipadas "aerolíneas alimentadoras" para las que estaba destinado el diseño. Por último, el Beech 34 no podía competir en las operaciones de líneas aéreas principales y regionales con los transportes menos complejos y excedentes de guerra, como el más grande Douglas DC-3/C-47 Skytrain, el similar en tamaño C-60 Lodestar y el más pequeño Beechcraft Model 18 de la propia Beechcraft.
A pesar de ser prometedor, como el "Twin Quad" no había generado órdenes, Beech finalizó el proyecto, cerrando la línea de producción en enero de 1949.

## Especificaciones (Model 34)
Referencia datos: 

### Características generales
- Tripulación: Dos.
- Capacidad: 20 pasajeros.
- Longitud: 16,15 m
- Envergadura: 21,34 m
- Altura: 5,18 m
- Peso cargado: 8845 kg
- Peso máximo al despegue: 9071,9 kg
- Planta motriz: 4× motor bóxer de ocho cilindros Lycoming GSO-580.
  - Potencia: 280 kW (375 hp) cada uno.

### Rendimiento
- Velocidad nunca excedida (Vne): 370 km/h
- Alcance: 2335 km
- Techo de vuelo: 7010 m (23000 pies)

### Secuencias de designación
- Secuencia Numérica (interna de Beechcraft): ← 26 - 28 - 33 - 34 - 35 - 36 - 38 →